# カール・ミヒャエル・ツィーラー
カール・ミヒャエル・ツィーラー（ドイツ語: Carl Michael Ziehrer, 1843年5月2日 - 1922年11月14日）は、オーストリアの作曲家・指揮者。
ウィンナ・オペレッタの黄金時代「金の時代」を築いた作曲家のひとりで、その後の「銀の時代」でも活躍した。ウィンナ・ワルツの代表的な作曲家のひとりでもあり、ウィーンフィル・ニューイヤーコンサートにもしばしば彼の作品が登場している。代表作にワルツ『ウィーン市民』など。

## 生涯

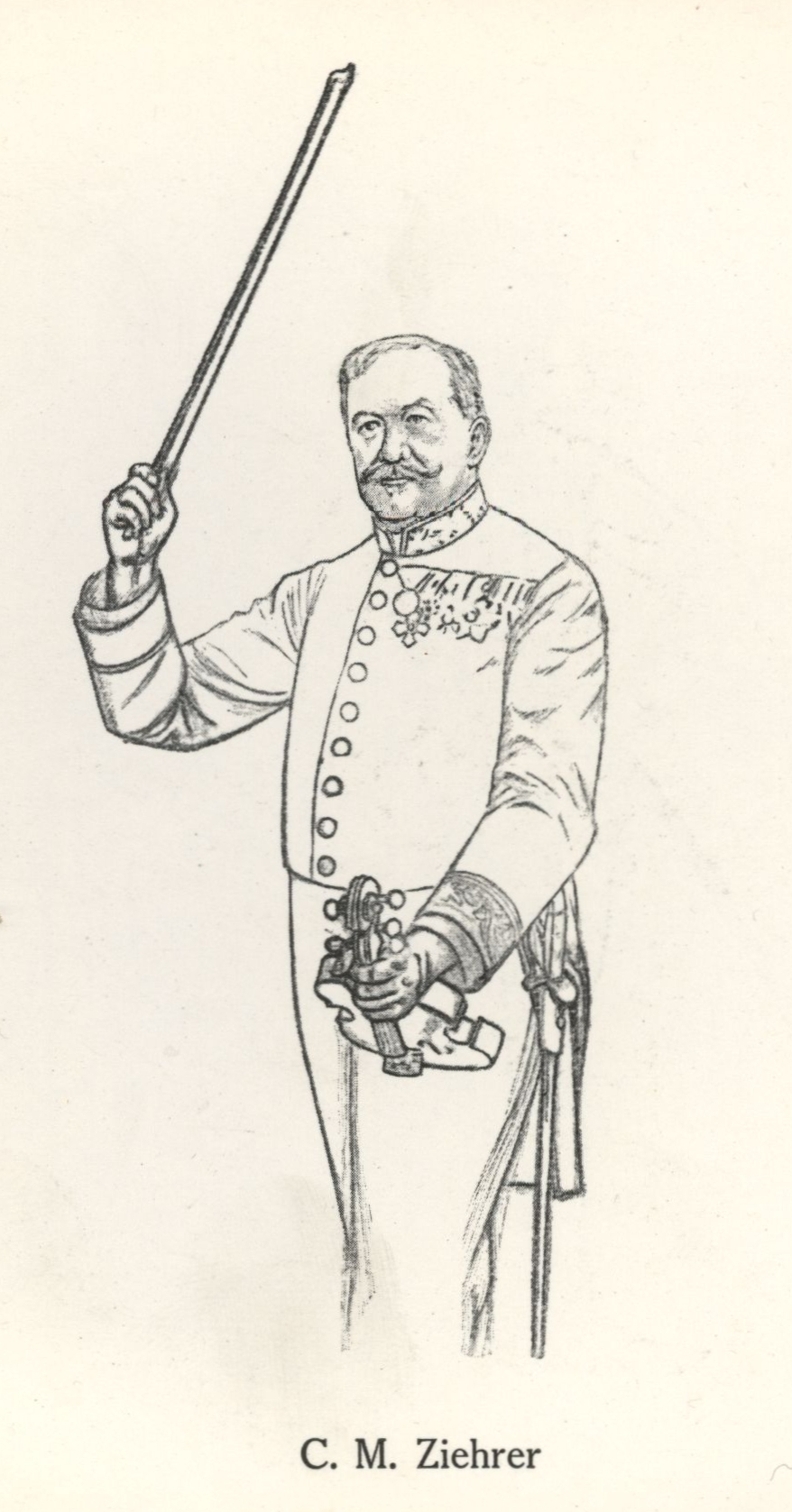
ヴァイオリンの弓で指揮するツィーラーの姿を描いた絵

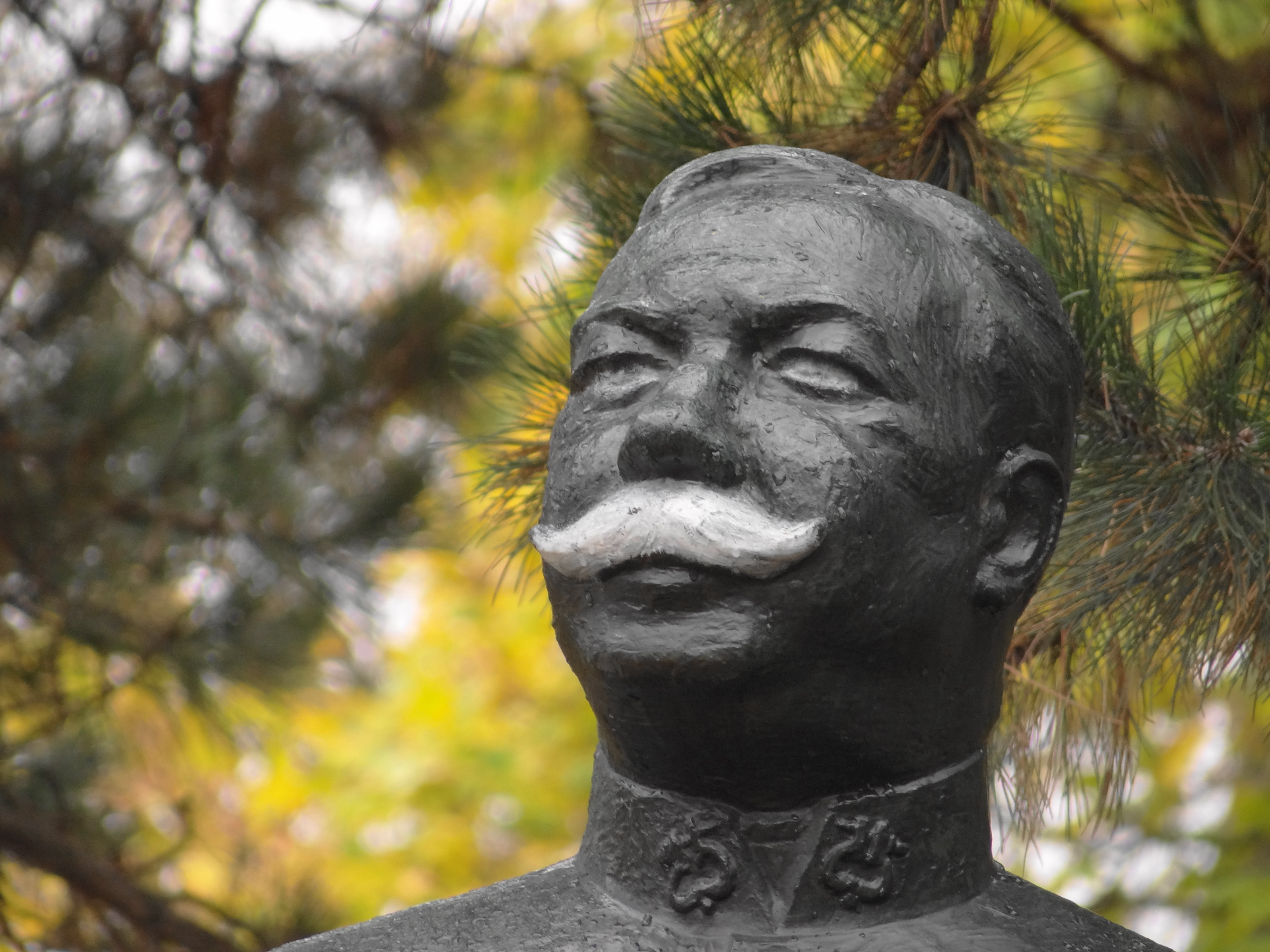
プラーター公園のツィーラー像

カール・エマヌエル・ハーゼルに師事し、1863年に作曲家・指揮者としてデビューした。当時のウィーンでは、「ワルツ王」ヨハン・シュトラウス2世との関係が悪化していた出版業者カール・ハスリンガーが、シュトラウス一家とは契約を結ばないよう同業者に説いて回っていた。そんなハスリンガーに後押しされ、若きツィーラーはワルツ王のライバルに仕立て上げられた。
とはいえ、当時ワルツ王の最大のライバルと目されていたのはその弟ヨーゼフ・シュトラウスであり、まだツィーラーの出る幕はなかった。ワルツ王の夫人ヘンリエッテ・チャルぺツキーはツィーラーを軽視し、1868年10月には次のように書いている。
| 「 | ハスリンガーが策略をはりめぐらしても、ツィーラーには要するに才能がありません。彼の先生のハーゼルの作品を、自分の作品として出版しているのです。 | 」 |

しかし、1870年にヨーゼフ・シュトラウスが急逝した後、しだいに頭角を現しつつあったツィーラーはやがて名実ともにシュトラウス一族に対する最大の挑戦者となった。『ウィーン娘』や『ウィーン市民』など、ツィーラーの作品のいくつかはワルツ王の作品に勝るほどの人気を得た。シュトラウス一族でないウィンナ・ワルツ作曲家としては、ヨーゼフ・ランナーやフランツ・レハールに並ぶ知名度と人気を誇る。なお、ツィーラー自身は内気な性格でありシュトラウス兄弟と対抗する気はなく、出版されたばかりの『皇帝円舞曲』のピアノ譜をもとに（勝手にではあるが）管弦楽曲に仕立て上げて披露したりと、むしろその作品に敬意を払っていたという。
ルーマニア王国の宮廷楽長を一時期務め、エドゥアルト・シュトラウス1世の後任としてオーストリア＝ハンガリー帝国最後の宮廷舞踏会音楽監督を1908年から1918年まで務めた。第一次世界大戦の戦禍によって財産をほとんど失い、さらにオーストリア共和国樹立によって宮廷舞踏会での職も失い、1922年に失意のままに死去した。墓はウィーン中央墓地にある。
かなりの多作家として知られ、作品番号は560を超えている。

## 作品

### オペレッタ
ツィーラーのオペレッタの一覧も参照。
- 『宮廷舞踏会』（Ball bei Hof）
- 『愚かな心』（Das dumme Herz）
- 『白魔術師』（Der bleiche Zauberer）
- 『観光案内人』（Der Fremdenführer）
- 『財務責任者』（Der Schatzmeister）
- 『美しいリゴ』（Der schöne Rigo）
- 『3つの願い』（Die drei Wünsche）
- 『子供たちの作戦会議』（Manöverkinder）
- 『ドイツの巨匠』（Ein Deutschmeister）
- 『はしゃぐ娘』（Ein tolles Mädel）
- 『ジェローム王（英語版）』（König Jérôme, oder Immer lustick!）

### ワルツ
ツィーラーの舞曲と行進曲の一覧も参照。
- 『皇后』（Kaiserin）op.177
- 『アルト・ウィーン』（Alt-Wien）op.366
- 『謝肉祭の子供たち』（Faschingskinder）op.382
- 『ウィーン娘』（Weaner Madl'n）op.388
- 『ウィーン市民』（Wiener Bürger）op.419

第1ワルツ
- 『この口づけを全世界に!』（Diesen Kuß der ganzen Welt!）op.442
  - 題名はシラーの詩『歓喜の歌』の一節から。なお原詩の直前の部分はシュトラウス2世が『もろびと手をとり』の題名として使用している。
- 『山の子供たち』（Gebirgskinder）op.444
- 『ドナウ川の物語』（Donausagen）op.446
- 『夜遊びする人』（Nachtschwärmer）op.466
- 『心地よい夜に』（In lauschiger Nacht）op.488
- 『ビロードと絹』（Samt und Seide）op.515
- 『ヘラインシュパツィールト（いらっしゃいませ）』（Hereinspaziert）op.518
- 『ビーダーマイヤー』（Biedermeier）op.546
  - ビーダーマイヤー時代を題材とした作品。『アルト・ウィーン』『ドナウ川の物語』『この口づけを全世界に!』の旋律を再利用。
- 『粋な心』（Fesche Geister）作品番号なし

### ポルカ

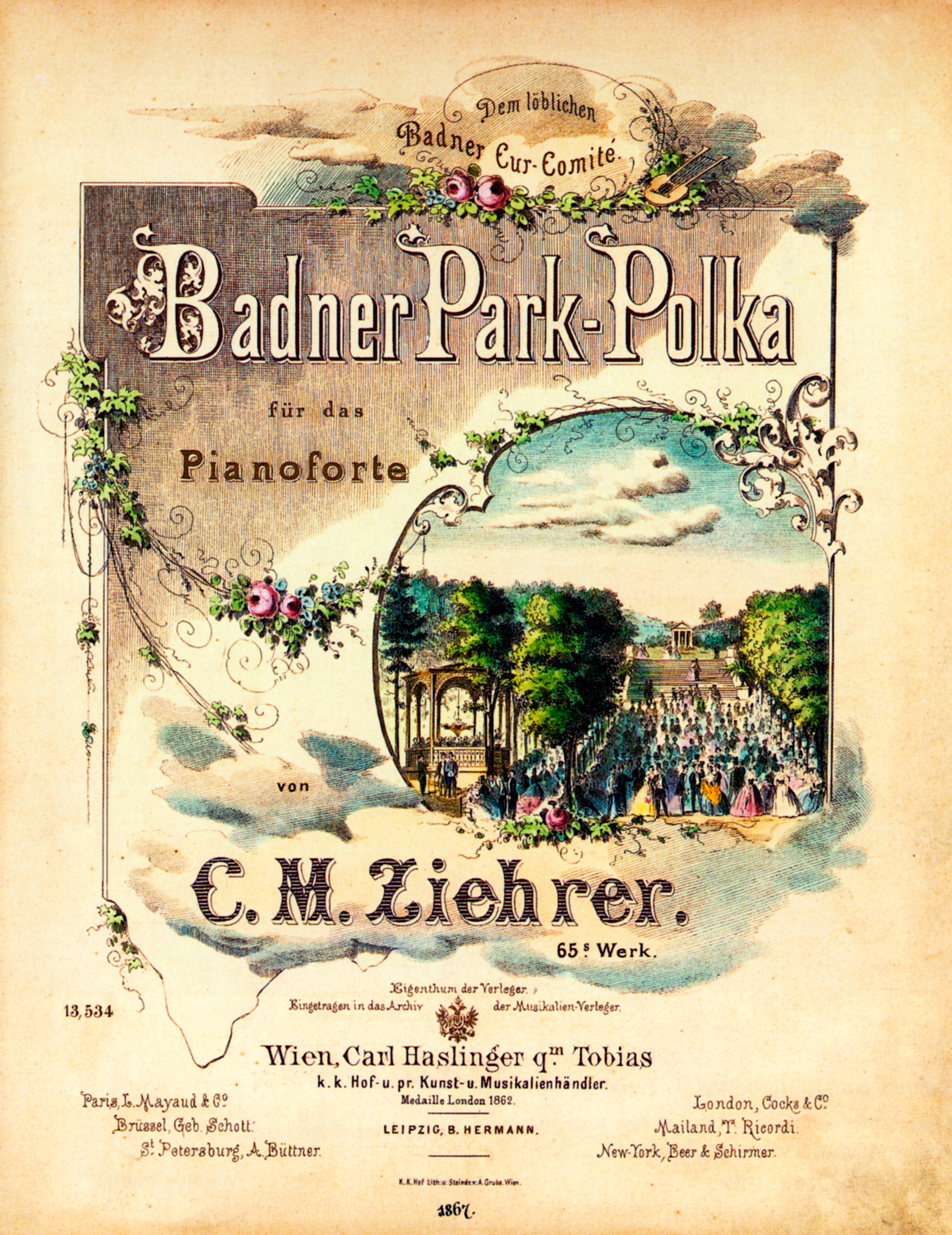
作品65『Badner-Park-Polka』ピアノ譜の表紙絵

- 『シュヴァルツヴァルトにて』（Im Schwarzwald）op.164
- 『気も晴ればれと!（解放!とも）』（Loslassen!）op.368
- 『愛の手紙』（Liebesbrief）op.370
- 『われらの血の内にあるもの』（Das liegt bei uns im Blut）op.374
- 『大都会的に』（Großstädtisch）op.438

### 行進曲
- 『フランツ・ヨーゼフ』（Franz Josef）op.151
- 『美しい野』（Schönfeld）op.202
- 『高く、そして低く』（Hoch und nieder）op.342
- 『シェーンフェルト行進曲』（Freiherr von Schönfeld-Marsch）op.422
- 『皇帝カール行進曲』（Kaiser Karl-Marsch）op.558
- 『戴冠式』（Krönungs）op.559
  - オーストリア皇帝カール1世の戴冠を祝賀する作品。

### その他

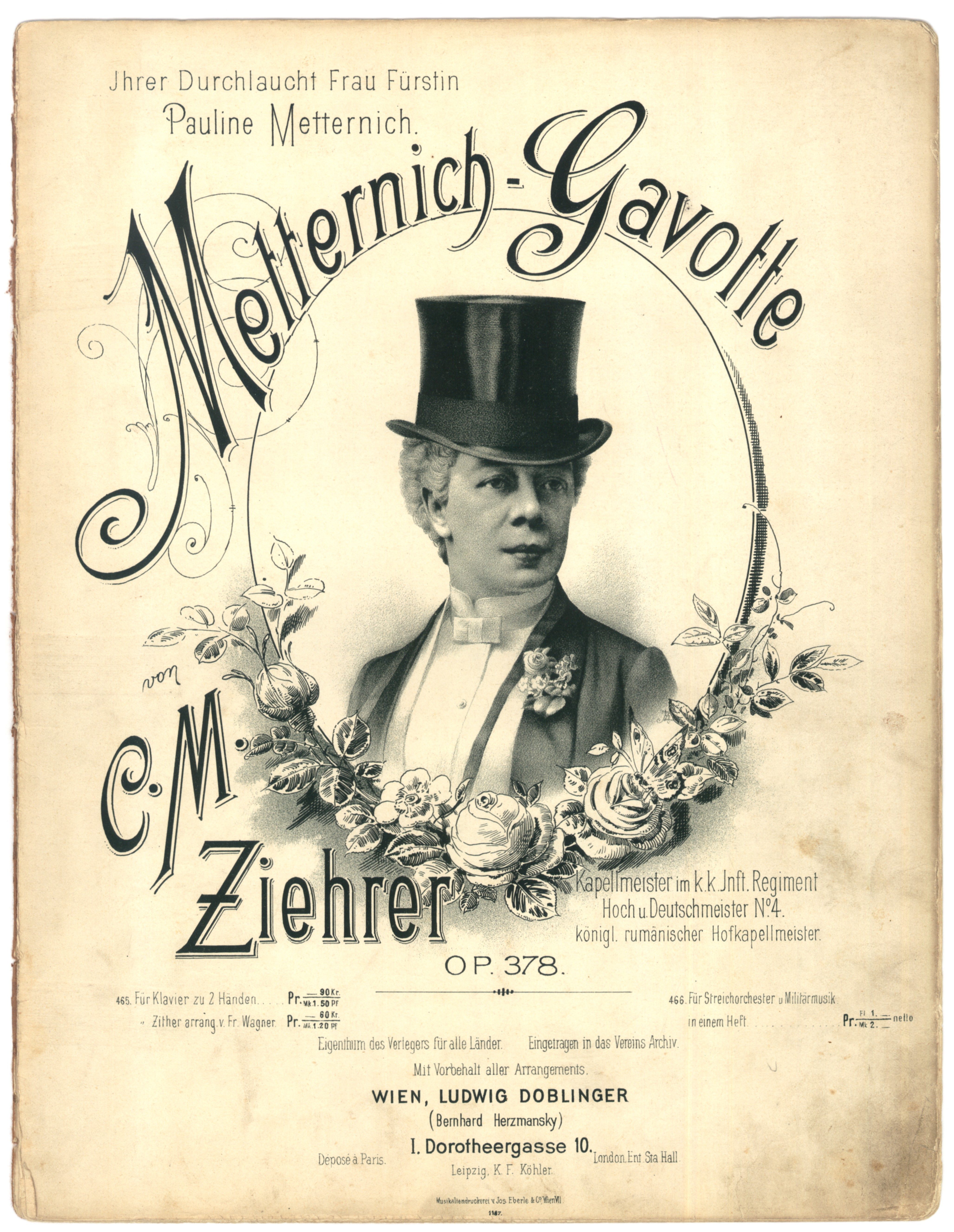
作品378『メッテルニヒ・ガヴォット』楽譜の表紙絵

- 『メッテルニヒ・ガヴォット』（Metternich-Gavotte）op.378
  - パウリーネ・フォン・メッテルニヒ侯爵夫人に献呈。
- 『歌い、笑い、踊り』（Singen, Lachen, Tanzen）op.486
- 『扇のポロネーズ』（Fächer-Polonaise）op.525
- 『最後の挨拶の歌』（Letzte Grüsse Song）op.566
  - 作品番号の付けられた最後の作品。